# Mihail Glinka

Bustul lui Glinka în Parcul Herăstrău din București

Mihail Ivanovici Glinka (în rusă Михаил Иванович Глинка, n. 1 iunie 1804 – d. 15 februarie 1857) a fost un compozitor rus.
Compozitor genial rus, numit părintele muzicii clasice ruse. El a pus baza operei naționale ruse și a muzicii simfonice. 
Glinka credea că muzica secolului al XIX-lea trebuia să fie una cu caracter predominant național, și a fost adeptul operei cu influențe folclorice, folosind melodii cu caracter modal, orchestrația fiind inspirată din sonoritățile timbrale populare, iar subiectele alese, din legendele, miturile și istoria poporului rus. De asemenea, textul utiliza limba rusă. 
Glinka a scris prima operă rusă, intitulată „Ivan Susanin”, despre un țăran care salvează viața viitorului țar al Rusiei, prin sacrificiul propriei sale vieți. În opera „Ruslan și Ludmila”, compozitorul propune un bard cu numele Ruslan, în costumație populară, care cântă și se acompaniază. 
În urma călătoriei sale în Spania, Glinka compune „O noapte la Madrid”, care îi va servi drept model la întoarcerea în Rusia, când compune fantezia pentru orchestră „Kamarinskaia”, cu elemente modale orientale.

## Lucrări

### Operă
- 1836 Ivan Susanin – operă în 4 acte, 5 tablouri și un epilog;
- 1842 Ruslan și Ludmila – operă în 5 acte;

### Piese orchestrale
- 1845 Hota aragonesa
- 1848 Amintirea unei nopți de vară la Madrid

## Ecranizări
- 1938 Ruslan și Ludmila (Руслан и Людмила), regia Ivan Nikitchenko
- 1946 Glinka (Глинка), regia Leo Arnștam
- 1972 Ruslan și Ludmila – film sovietic, regia Aleksandr Ptușko